# Forced Entry
Forced Entry è un film pornografico statunitense del 1973 diretto da Shaun Costello (sotto lo pseudonimo Helmuth Richler), con protagonista Harry Reems (accreditato come Tim Long).
Definito da alcuni critici del settore "uno dei più disturbanti e sgradevoli film porno di sempre", la pellicola fa uso di vere immagini di repertorio inerenti alla guerra del Vietnam, nelle quali prevalentemente vengono mostrati stupri ed omicidi.

## Trama
Il film si apre con delle immagini di articoli di giornale, fotografie, e citazioni relative alla Guerra del Vietnam ed alle condizioni psicologiche dei soldati statunitensi reduci da essa, successivamente vediamo le forze di polizia investigare su un caso di omicidio sulla scena del crimine dove un uomo è stato ucciso con un colpo alla testa.
In un flashback, si scopre che l'uomo assassinato è un benzinaio, e lo vediamo costringere una cliente a darle nome e indirizzo con la scusa di avere bisogno di queste informazioni per il pagamento con la carta di credito. Dopo che la donna se ne è andata, l'uomo la segue fino a casa, e la osserva dalla finestra mentre essa copula con il marito. Uscito di casa il marito, il benzinaio si introduce nell'appartamento e la costringe a forza a praticargli una fellatio, nel mentre la insulta e le stringe sempre più la gola quando sta per eiaculare.
Tornato alla stazione di servizio, il benzinaio dà delle indicazioni ad una motociclista che si era persa, e poi la segue fino all'indirizzo da lei cercato. Introdottosi in casa, strappa la donna da sotto la doccia, e la costringe ad un rapporto orale sotto la minaccia di una pistola. Poi la sodomizza, la pugnala a morte, e la bacia mentre la donna sta morendo. Più tardi, una ragazza hippie raccoglie un'autostoppista, e le due giungono alla stazione di servizio. Il benzinaio riesce a farsi dare il domicilio di una delle ragazze, e le segue sorprendendole mentre stanno drogandosi e avendo un rapporto sessuale. Quindi il benzinaio cerca di violentarle, ma le due sono troppo intontite dalla droga per prenderlo seriamente, frustrando l'uomo a tal punto da causargli una crisi di nervi. Mentre urla: «State lontani da me!», egli ha una serie di flashback che mostrano la guerra, gli stupri, le violenze e gli omicidi che è stato costretto a perpetrare in Vietnam, e poi l'uomo si spara un colpo in testa suicidandosi. Tornati all'inizio del film, il cadavere del benzinaio viene coperto da un telo e portato via dalla polizia.

## Produzione
Il film rappresentò l'esordio al lungometraggio di Shaun Costello (riportato nei titoli di testa con lo pseudonimo di Helmuth Richler) e sin dall'inizio la sua prima e unica idea per il ruolo da protagonista fu per Harry Reems, popolare attore di film hardcore forte dell'enorme successo commerciale de La vera gola profonda (Deep Throat) dell'anno precedente (successivamente Reems scriverà nella sua autobiografia che Forced Entry fu l'unico film della sua carriera in cui si pentì di aver preso parte). Le due ragazze hippie del film (Ruby Runhouse e Nina Fawcett) diedero disponibilità a filmare liberamente nel loro appartamento a Bedford Street a patto di apparire nella pellicola. Per girare solo la loro scena vennero impiegate circa cinque ore in quanto entrambe le ragazze erano euforiche per aver assunto mescalina. Nonostante ciò le riprese della pellicola vennero ultimate in soli due giorni (spesso girando diverse scene in un singolo take) per un budget complessivo di 6200 dollari, mentre vennero impiegati cinque mesi per l'editing permettendogli di uscire nelle sale il 16 marzo del 1973, poco meno di nove mesi dopo l'uscita di Deep Throat al cinema.

## Distribuzione
- Variety Films (1973) (USA)

## Frase di lancio
He was taught to kill. Rape was his own idea.

## Accoglienza
Il sito web DVD Talk assegna zero stellette al film, definendolo "moralmente ripugnante".